# 下泰山巖
25°03′35″N 121°25′55″E / 25.05979°N 121.432°E
下泰山巖，是位於臺灣新北市泰山區明志路的廟宇，主祀福建泉州安溪的高僧顯應祖師。建於清代光緒年間，由三姓檀越合資自「崎腳泰山巖」分靈建廟，又稱「下泰山廟」、「山腳下廟」，簡稱「下廟」，而稱「崎腳泰山巖」為「頂泰山廟」，泰山巖始有頂、下之分，此地也因而稱為「泰山」。
主神顯應祖師，每年舊曆九月十八日，為顯應祖師佛誕，皆有慶典。脅祀有護法神林、张二将军；左龛奉天上圣母，及護法神千里眼、顺风耳；右龛奉土地神。前方神桌奉显应祖师、清水祖师、神农大帝、法主公、太上老君、齐天大圣、关圣帝君、孚佑帝君等神像。上方的玉皇阁则供玉皇大帝、二郎真君、托塔李天王；王母娘娘、許飛瓊仙女、董雙成仙女；观音菩萨及善财龙女等。

## 外部連結
- 下泰山巖的Facebook專頁
- 泰山區公所《下泰山巖》
- 林美容《台灣本土佛教的傳統與變遷: 巖仔的調查研究》中研院民族所 1995年（页面存档备份，存于）
- 林弼卿撰《泰山巖重修碑記》1921年(大正10年)（页面存档备份，存于）
- 國史館台灣文獻館 《吳海桐》
- 《大木匠師吳海桐》（页面存档备份，存于）